# Departamento de R'Kiz
R'Kiz es un departamento de la región de Trarza, en Mauritania. En marzo de 2013 presentaba una población censada de 70 956 habitantes. Está formado por las siguientes comunas, que se muestran asimismo con población de marzo de 2013:
- Bareina 14,472
- Boutalhaye 9,447
- Lexeiba 2 12,973
- R'Kiz 11,617
- Tékane 22,447[1]